# مال ساخن

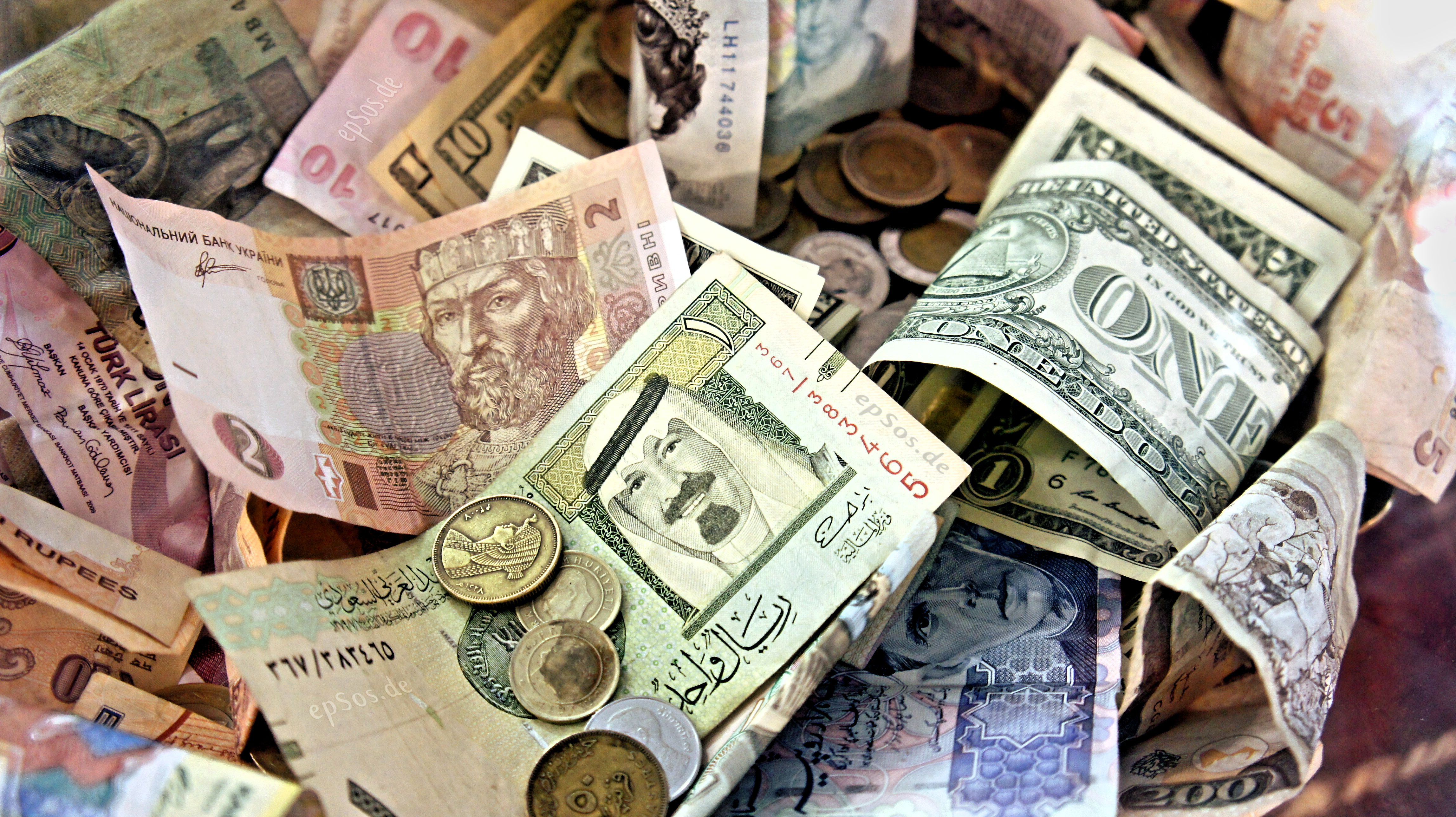

المال الساخن هو مصطلح يستخدم على نطاق واسع في الأسواق المالية للإشارة إلى تدفق رؤوس الأموال من دولة إلى أخرى لكسب فائدة بسيطة على سعر الفائدة لتغيير سعر الصرف، وقد أطلق عليها هذا الاسم لسرعة تحرك الأموال داخل وخارج الأسواق، مما قد يؤدي إلى عدم استقرار السوق.